# Herbjørg Wassmo
Herbjørg Margrethe Wassmo, född 6 december 1942 i Øksnes kommun, är en norsk författare som bland annat skrivit Huset med den blinda glasverandan 1981 och Dinas bok 1989 (filmatiserades 2002 som Jag är Dina).

## Biografi
Wassmo debuterade 1976 med diktsamlingen Vingeslag och är utbildad lärare. Hon har även studerat litteraturvetenskap vid universitetet i Tromsø. Genombrottet på den skönlitterära arenan i Norge skedde 1981 med första delen i serien om Tora: Huset med den blinda glasverandan. Den översattes och publiceras på svenska 1985. Sedan romanserien om Tora skrevs har det spekulerats i huruvida den bär spår av hennes egen uppväxt. Först 2009, med boken Hundre år, då hennes föräldrar varit döda i flera år, blev det känt att Wassmo utsatts för övergrepp under barndomen. Hennes roman Disse øyeblikk (endast på norska, utgiven 2013) fortsätter på det självbiografiska temat.

## Priser och utmärkelser
- 1981 – Kritikerpriset för Huset med den blinde glassveranda
- 1983 – Bokhandlarpriset för Det stumme rommet
- 1986 – Nordland fylkes kulturpris
- 1987 – Nordiska rådets litteraturpris för Hudløs himmel
- 1991 – Gyldendals legat för Veien å gå
- 1997 – Amalie Skram-prisen
- 2004 – Eeva Joenpelto-priset (Finland)
- 2006 – Havmannpriset för Et glass melk, takk
- 2007 –  Kommendör av Sankt Olavs orden
- 2010 – Brageprisets hederspris
- 2011 –  Riddare av Arts et Lettres-orden (Frankrike)
- 2014 – Fredrikkepriset
- 2014 –  Blålyspriset från Landsforeningen mot seksuelle overgrep
- 2015 –  Jonaspriset